# George Wells Beadle
Pour les articles homonymes, voir George Wells, Wells et Beadle.
George Wells Beadle, né le 22 octobre 1903 à Wahoo dans le Nebraska aux États-Unis et mort le 9 juin 1989 , est un scientifique américain, spécialiste en génétique.

## Biographie
Né de parents agriculteurs dans le Corn Belt, Beadle poursuit des études d'agronomie à l'université Cornell. Par la suite, il travaille beaucoup sur la génétique du maïs.

Une polémique acharnée l'oppose longtemps, jusqu'à leur mort en 1989, à Paul Christoph Mangelsdorf au sujet de l'origine génétique du maïs cultivé. La théorie de Beadle, selon laquelle le maïs descend de la téosinte, semble confirmée par les dernières découvertes en biologie moléculaire et en hypothèse un gène - une enzyme.
Il est président de l'université de Chicago de 1961 à 1968.
Il est notamment lauréat du prix Nobel de physiologie ou médecine en 1958, prix qu'il partage avec Edward Lawrie Tatum et Joshua Lederberg pour ses travaux sur la biochimie de la génétique du champignon Neurospora.